# Shanyangosaurus
Shanyangosaurus là một chi khủng long, được Xue Zhang Y. X. Bi Yue & Chen D. mô tả khoa học năm 1996.